# Voorbereidend wetenschappelijk onderwijs
Het voorbereidend wetenschappelijk onderwijs (vwo) is een vorm van voortgezet onderwijs in het Koninkrijk der Nederlanden. Een voltooide vwo-opleiding geeft toegang tot een verdere studie aan het Nederlandse hbo en het Nederlandse wetenschappelijk onderwijs (universiteit). Het vwo duurt 6 jaar (leeftijd: 12-18 jaar) en bestaat uit atheneum, tweetalig onderwijs (tto), gymnasium, vwo-technasium en vwo-plus.
Ongeveer 20% van de basisschoolleerlingen gaat naar het vwo.
Een vergelijkbare onderwijsvorm in Vlaanderen is het algemeen secundair onderwijs (aso).

## Toelating
Om tot het vwo te worden toegelaten is over het algemeen een score op de Cito Eindtoets Basisonderwijs nodig van 545 of hoger. Bij een Cito-score van 543 of lager wordt de leerling niet toegelaten; dit verschilt echter per school. Bij een score van 544 moet een andere extra toets het vwo-advies bevestigen. 
Voor leerlingen met een buitenlandse basisschool en leerlingen zonder Cito-score moet er overlegd worden met de school. Ook oudere of jongere leerlingen worden niet zomaar toegelaten (ouder dan 15 of jonger dan 10 jaar). Vaak is het wel mogelijk om van de ene vwo-school naar de andere te gaan. Overigens zijn veel vwo-scholen zo populair dat zij ook leerlingen weigeren wegens plaatsgebrek.

## Onderbouw
De onderbouw bestaat uit de klassen 1, 2 en 3. Hier hebben alle leerlingen nog dezelfde vakken. Onderdeel van de onderbouw is de Basisvorming, dit zijn de basisvakken die elke leerling van het voortgezet onderwijs moet hebben. Daarnaast is er nog een aantal specifieke vwo-vakken, zoals Latijn en Oudgrieks op het gymnasium. Na de onderbouw volgt de bovenbouw met de profielen die men kan kiezen.

## Bovenbouw
In de bovenbouw volgen de leerlingen voornamelijk vakken die ze, soms al in klas 4 of 5, afsluiten met een schoolexamen of, aan het eind van de rit, met een schoolexamen of met een landelijk schriftelijk eindexamen.

### Profielen
Net als de havo kent het vwo vier profielen (vakkenpakketten):
- Cultuur & Maatschappij (C&M)
- Economie & Maatschappij (E&M)
- Natuur & Gezondheid (N&G)
- Natuur & Techniek (N&T)

Bij de profielen Cultuur & Maatschappij en Economie & Maatschappij (met wiskunde C/A/B) ligt de nadruk meer op talen en de maatschappij, bij de overige profielen meer op wiskunde en natuurwetenschappen. De afgelopen jaren is een verschuiving zichtbaar van de maatschappijprofielen naar de natuurprofielen.
| Profielkeuze op het vwo (2011-2012) |
| Vwo                                 |
| ----------------------------------- |
|                                     |

### Verplichte vakken
Los van het profiel zijn de volgende vakken voor iedere vwo-leerling verplicht.
- Nederlands
- Engels
- Wiskunde
- Culturele en kunstzinnige vorming (CKV) 
of Klassieke culturele vorming (KCV), als klassieke talen worden gekozen
- Een tweede vreemde taal, te kiezen uit: Fries (Europees Nederland), Papiaments (Caribisch Nederland), Duits, Frans, Spaans, Russisch, Italiaans, Chinees, Arabisch, Turks (of Grieks of Latijn als de leerling een gymnasiumopleiding volgt). Niet alle talen worden op alle scholen aangeboden. Een leerling kan echter vrijstelling krijgen van een tweede vreemde taal als het schoolbestuur ermee instemt.[3]
- Maatschappijleer
- Lichamelijke opvoeding
- Het profielwerkstuk
- De rekentoets (tot en met 2019)

### Profielvakken
- Cultuur & Maatschappij
  - Wiskunde A of C (bij uitzondering B)
  - Geschiedenis
  - 1 maatschappelijk vak: Aardrijkskunde, Maatschappijwetenschappen of economie
  - 1 cultuurvak: Muziek, Tehatex, kunst (algemeen/beeldende vormgeving/dans/drama/muziek), Filosofie of taal
- Economie & Maatschappij
  - Wiskunde A of B
  - Economie
  - Geschiedenis
  - 1 vak: Aardrijkskunde, informatica, maatschappijwetenschappen, Management & organisatie of moderne vreemde taal
- Natuur & Gezondheid
  - Wiskunde A of B
  - Scheikunde
  - Biologie
  - 1 vak: Natuur, leven en technologie, natuurkunde, aardrijkskunde of onderzoek & ontwerpen
- Natuur & Techniek
  - Wiskunde B
  - Natuurkunde
  - Scheikunde
  - 1 vak: Natuur, Leven en Technologie, biologie, wiskunde D, informatica of onderzoeken en ontwerpen

Bij elk profiel moet er minstens 1 keuzevak worden gekozen voor het examen.
Deze keuzes zijn, met name bij C&M, afhankelijk van het aanbod van de school.

### Keuzevakken
- Arabisch*
- Biologie
- Chinees*
- Economie
- Informatica*
- Grieks*
- Hebreeuws*
- Latijn*
- Onderzoek & Ontwerpen*
- Russisch*
- Spaans*
- Papiaments*
- Management & Organisatie*
- Maatschappijwetenschappen*
- Geschiedenis
- Filosofie*
- Muziek en Tekenen/Handvaardigheid *
- Kunst (algemeen/beeldende vormgeving/dans/drama/muziek)*
- Bewegen, Sport en Maatschappij 2*

* = afhankelijk van de school
Verder kunnen alle profielvakken gekozen worden, maar daarvoor moet er eerst uit een van deze keuzevakken gekozen worden. Verder kan er geen lager wiskundeniveau gekozen worden. (In oplopende moeilijkheidsgraad c-a-b-d.)
Vakken die niet op het eindexamen komen te staan maar optioneel in de tweede fase gegeven kunnen worden
- Levensbeschouwing

### Meerdere profielen
Wanneer er de vakken van een leerling voldoet aan meerdere profielen (zoals Natuur en Techniek met Biologie of Economie en Maatschappij met een cultuurvak), heeft de leerling een zogenaamd 'dubbelprofiel'. De leerling krijgt dan, als hij/zij geslaagd is, diploma's van beide profielen.

## Diploma
Een vwo-leerling heeft minimaal negen cijfers die meewegen in de slaag-/zakregeling: Nederlands, Engels, een tweede moderne vreemde taal (of Grieks of Latijn op het Gymnasium), vier profielvakken, één vak in het vrije deel en een combinatiecijfer. Op grond van de negen eindcijfers wordt vastgesteld of de kandidaat geslaagd is. Het eindcijfer voor een vak is gelijk aan het gemiddelde van het schoolexamencijfer en het cijfer dat voor het centraal eindexamen behaald is.
Een examenkandidaat is geslaagd voor het vwo als er wordt voldaan aan alle volgende eisen:
- Het gemiddelde van de behaalde cijfers voor het centrale examen is onafgerond minimaal 5,5 (5,49 is dus niet voldoende). In 2020 verviel deze regel, omdat er geen centrale examen had plaatsgevonden vanwege de Coronacrisis in Nederland.
- Voor maximaal een van de kernvakken (Nederlands, Engels en wiskunde) is het eindcijfer 5 behaald en voor de overige kernvakken 6 of hoger.
- De eindcijfers voldoen aan een van deze drie voorwaarden:
  - alle eindcijfers zijn 6 of hoger, of
  - er is één 5 behaald en voor de overige vakken 6 of hoger, of
  - er is één 4, of twee keer een 5, of één 4 en één 5 behaald en voor de overige vakken 6 of hoger, waarbij het gemiddelde ten minste 6,0 is.
- Voor Lichamelijke opvoeding en Culturele Kunstzinnige Vorming of Klassieke Culturele Vorming is 'voldoende' of 'goed' als behaald. Het geldt alleen voor examenkandidaten van VO-school. De examenkandidaten van een VAVO-school krijgen automatisch vrijstelling.
- Het combinatiecijfer is afgerond niet lager dan een 4. Voor de vakken waaruit het combinatiecijfer bestaat mag ook niet lager dan een 4 gehaald worden.[4]
- De leerling heeft de Rekentoets afgelegd. (Vanaf 2020 is deze toets vervallen.[5])

In sommige gevallen doet een leerling in het vijfde leerjaar al examen voor één of meerdere vakken. Zo kan een leerling met Fast Lane English in het vijfde leerjaar al examens doen voor Engels. De leerling heeft in het zesde leerjaar dan geen Engels lessen en school- en centrale examens meer.

## Buitenland
Voorbereidend wetenschappelijk onderwijs is vergelijkbaar met het algemeen secundair onderwijs (ASO) in Vlaanderen, in het dagelijks taalgebruik ook wel "humaniora" genoemd. In Duitsland geeft het Abitur getuigenis van vaardigheid voor wetenschappelijk onderwijs, in Midden- en Oost-Europa heet het equivalent van het vwo de Matura.

## Havo-doorstroom[6]
Een geslaagde 5havo-leerling kan doorstromen naar het vwo. De leerling begint dan normaal gesproken in 5vwo en heeft het zelfde schoolprogramma als de andere leerlingen. Doorstromers kunnen wel vrijstelling krijgen voor CKV en maatschappijleer.
In bijzondere gevallen kan de leerling ook versneld de laatste twee vwo-jaren volgen. In overleg met de school kan de leerling dan bijvoorbeeld in één jaar het vwo afronden. Mogelijkheden hier verschillen per school en hangen o.a. af van de prestaties van de leerling. Als een 5vwo-leerling afstroomt naar de havo kan deze soms ook vrijstellingen krijgen. Hier zijn geen vaste regels voor en de mogelijkheden hier worden ook door de school zelf beoordeeld.

## Geschiedenis
- Het vwo is in 1968 ingevoerd als onderdeel van de Mammoetwet. Het is de opvolger van de hogereburgerschool en het daarvoor volledig zelfstandige gymnasium.
- In 1993 is in het vwo voor de onderbouw (klas 1, 2 en 3) de basisvorming ingevoerd.
- In 1998 is in het vwo voor de bovenbouw (klas 4, 5 en 6) de tweede fase ingevoerd.
- In 2006 is deze basisvorming vernieuwd.
- In 2007 werd de tweede fase grondig herzien. Deelvakken zijn grotendeels afgeschaft. Het Voorbereidend wetenschappelijk onderwijs nieuwe stijl is ingegaan.

### Vwo oude stijl

#### Verplichte vakken
De scholier moest in minimaal zeven vakken eindexamen doen. Voor scholieren ouder dan 21 jaar was dat minimaal zes. Hier moest Nederlands tussen zitten, en minimaal één moderne vreemde taal; de overige vakken waren vrij.
Veel scholen legden vast dat de moderne vreemde taal per se Engels moest zijn, en adviseerden de scholieren om ook minstens één wiskunde-variant op te nemen; dit gaf veel scholieren het gevoel dat wiskunde en Engels ook verplichte vakken waren.
Eindexamen moest worden gedaan in minimaal 7 vakken (inclusief de verplichte vakken voor 6vwo). Eventueel kon er, afhankelijk van de roostermogelijkheden, ook in 8 of meer vakken eindexamen gedaan worden. In 2001 deed de laatste reguliere lichting eindexamen oude stijl. Daarna deden nog enkelen eindexamen oude stijl via een zogenaamde bezemklas of via het vavo.